# Oparara (fleuve)
Pour les articles homonymes, voir Oparara.
Le fleuve Ōpārara  (en anglais : Ōpārara) est un cours d'eau de la région de la West Coast dans l’île du Sud de la Nouvelle-Zélande.
Il est bien connu pour son arche naturelle taillée dans le calcaire du bassin de l'Oparara.

## Géographie
Le fleuve et la plupart de ses affluents sont originaires de la chaîne de Fenian Range, située dans le parc national de Kahurangi. Le fleuve s’écoule dans une partie du réseau des grottes de Honeycomb Hill.  Plus en aval, il continue en passant à travers les arches rocheuses d'Ōpārara Arch et de Moria Gate Arch, toutes les deux étant des destinations réputées pour les randonnées. Le fleuve Ōpārara s'écoule ici toujours dans une forêt native dense, mais ces sections de son  trajet peuvent néanmoins être atteintes par une route forestière. Sur la plus grande partie de sa longueur, le fleuve continue à faire des méandres vers le sud à travers la région calcaire du bassin de l'Oparara, avant de tourner vers l’ouest pour se déverser dans la mer de Tasman près du petit village d'Ōpārara Nord qui dépend de la ville de Karamea.
Les couleurs de la rivière varient de la teinte feuille de thé, jaune doré jusqu’au rouge, du fait de la présence de tanins naturels, libérés dans l’eau par plusieurs espèces de plantes du secteur. Les feuilles et d’autres parties de la matière des plantes, une fois tombées sur le sol de la forêt, libèrent ces tanins en se décomposant – ceux-ci s’écoulent et colorent finalement l’eau en fonction de l'importance des pluies et de la saison.
Le fleuve et les ruisseaux qui y contribuent dans ce secteur sont l’habitat des canards bleus ou whio de l’île du Sud, une espèce en danger malgré l’importante population locale. La région est utilisée pour développer le programme de sauvegarde mis en place par le ministère de la Conservation.
Les rares escargots de terre carnivores géants d'Ōpārara, une espèce elle aussi protégée, n’ont été retrouvés dans le secteur qu’à plus de 700 m du fleuve Ōpārara.
Des truites brunes peuvent être pêchées tout le long de l’année dans l’estuaire du fleuve.

Les eaux du fleuve Oparara teintées par les tanins naturels de différentes nuances allant du jaune brun au rouge.
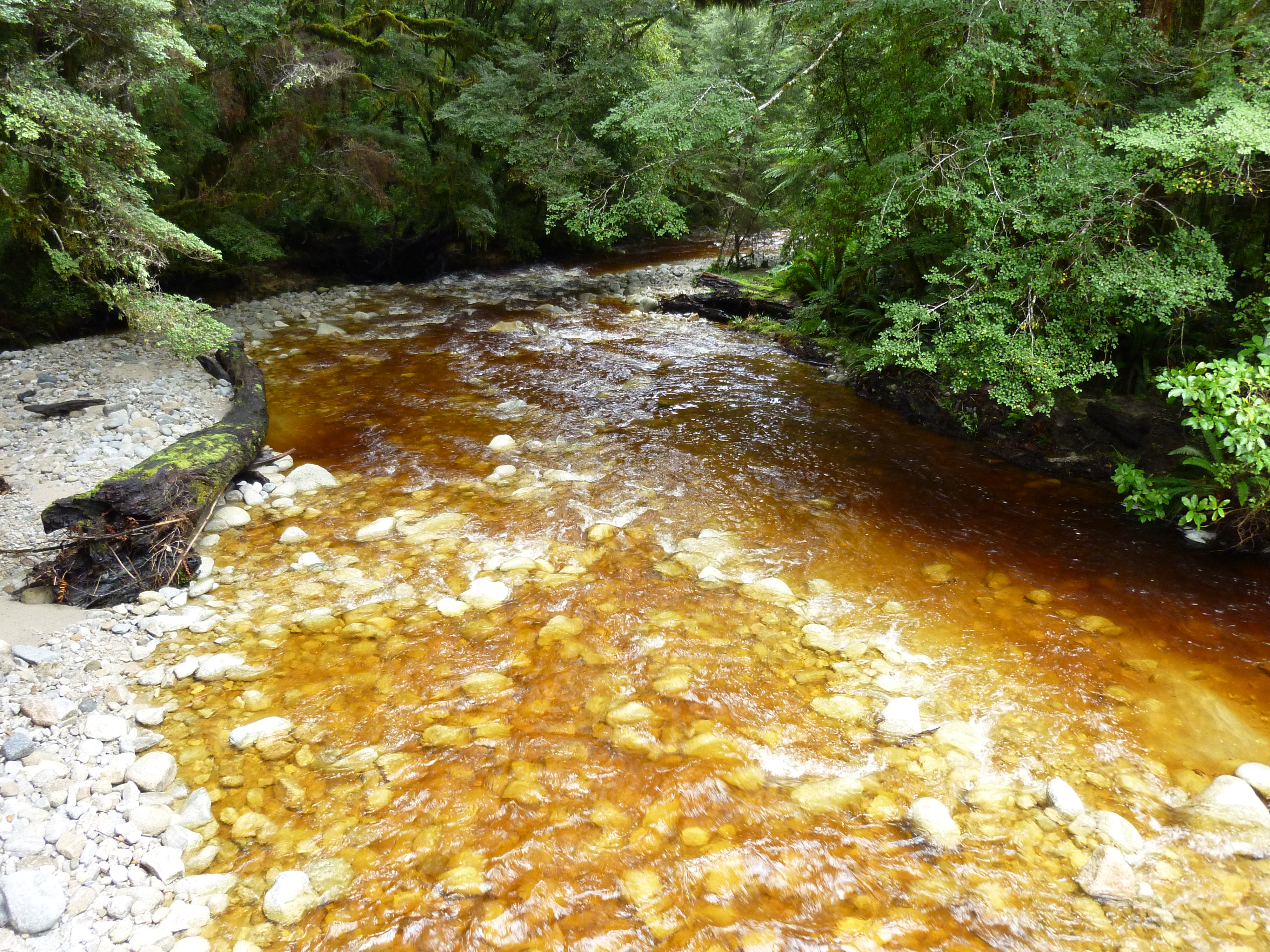
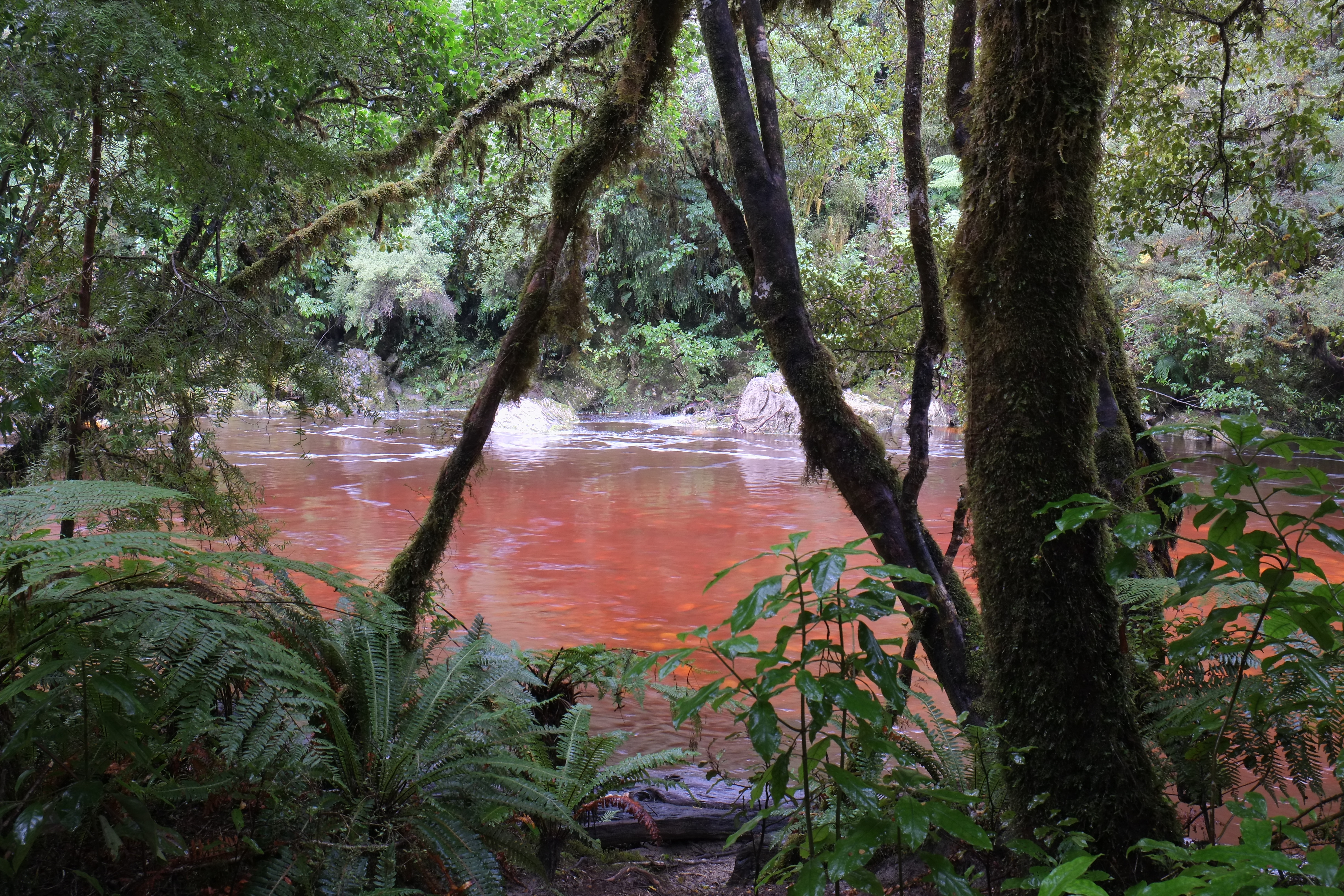